# Memecylon kunstleri
Memecylon kunstleri är en tvåhjärtbladig växtart som beskrevs av George King. Memecylon kunstleri ingår i släktet Memecylon och familjen Melastomataceae. Inga underarter finns listade i Catalogue of Life.